# Nowoosietinskaja
Nowoosietinskaja (ros. Новоосетинская) – stanica w Rosji, w Osetii Północnej, w rejonie mozdockim. W 2010 liczyła 607 mieszkańców.